# Castello di Appleby
Il castello di Appleby (Appleby Castle) è un castello medievale inglese che si trova nella città di Appleby-in-Westmorland, nella contea di Cumbria. Il castello si compone di due parti differenti: il dongione del XII secolo, noto come Caesar's tower (Torre di Cesare) e il palazzo residenziale, edificato nel Seicento dai conti di Thanet. Sia il dongione che la casa sono circondate da mura e sono classificati al primo grado.

## Storia
Ranulph il Meschino, III conte di Chester, fondò il castello all'inizio del XII secolo. Intorno al 1170 fu costruito il mastio in pietra quadrata noto come Caesar's Tower. Il castello era in mani reali quando il re scozzese, Guglielmo il Leone, invase la Eden Valley nel 1174. Il connestabile del castello si arrese senza combattere.
Nel 1203 il castello fu concesso a Roberto I de Vipont dal re Giovanni. Nel 1264 entrò in possesso di Roger de Clifford, attraverso il suo matrimonio con Isabel de Vipont, una delle due figlie e coerede di Robert II de Vipont. Il castello di Appleby rimase per quasi 400 anni di proprietà della famiglia Clifford, che fu responsabile di gran parte del suo restauro. Il figlio di Roger, Robert de Clifford, ereditò il castello nel 1282.
Il muro nord del castello e la parte ovest dell'ala nord con la torre rotonda risalgono al XIII secolo. La parte orientale della struttura fu costruita nel 1454.
Nel 1617 re Giacomo I, mentre era in viaggio con visite programmate al castello di Brougham e a Wharton Hall, soggiornò nel castello. A metà del XVII secolo, Lady Anne Clifford fece del castello la sua residenza ufficiale. Il castello fu in parte smantellato in seguito a un assedio da parte delle forze dei Roundhead nel 1648, durante la seconda guerra civile inglese. Tuttavia, fu restaurato da Lady Anne Clifford nel 1651-53. Alla sua morte, il castello passò ai conti di Thanet, che furono responsabili della conversione del blocco della sala in una classica dimora signorile. Le parti superiori della Caesar's Tower furono modificate nel XVII e XVIII secolo. La casa fu ampiamente ricostruita nel 1686 e l'ala nord-occidentale fu aggiunta nel 1695. Nel XIX secolo fu nuovamente restaurata e furono inserite finestre a ghigliottina.
Ferguson Industrial Holdings (FIH PLC) acquistò il castello nel 1973, che divenne la residenza principale di Denis Vernon, CEO dell'azienda, e della sua famiglia. I Vernon vissero ad Appleby Castle fino al 1990. Vernon, un appassionato ambientalista, vi fondò un centro di sopravvivenza per razze rare. Furono apportati notevoli miglioramenti alla struttura di tutti gli edifici, non ultimo il mastio del XII secolo. Durante questo periodo, il castello era la sede centrale e il centro di formazione della FIH PLC e di coloro che gestivano il centro di conservazione. La regista di documentari e film Susannah White presentò Denis Vernon e Appleby Castle nel suo documentario della BBC del 1998 "The Gypsies Are Coming" incentrato sulla fiera dei cavalli di Appleby.
Il castello fu acquistato da Christopher Nightingale nel 1998. Nel 2009, in seguito al divorzio con la moglie, il castello di Appleby diviene di proprietà della signora Sally Nightingale. Il castello e i terreni sono aperti al pubblico durante orari specifici. Il mastio ospita il Norman Centre, un museo e un'esperienza interattiva.
Nel 2024 il castello venne messo in vendita al prezzo richiesto di 9,5 milioni di sterline.

## Struttura

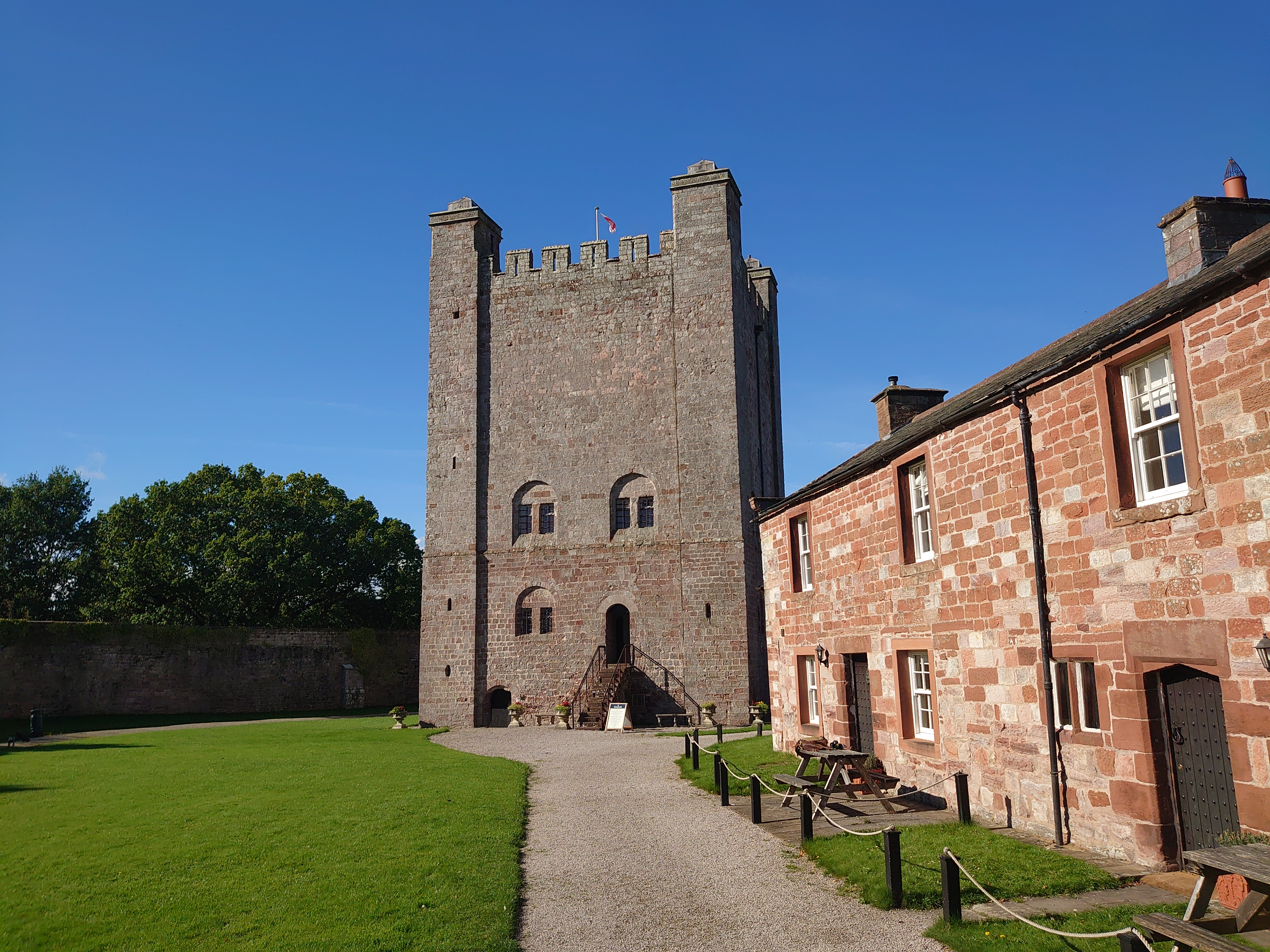
La Caesar's Tower.

La Caesar's Tower è costruita con pietrisco e conci di pietra grigia. È alta circa 80 piedi (24 m) e ha quattro piani. La casa principale è divisa in due ali che sono ad angolo retto tra loro. Una torre rotonda semicircolare sporge dal muro nord dell'ala nord e una grande torre quadrata si trova all'estremità sud dell'ala est.

## Altre caratteristiche
Il cancello d'ingresso al cortile del castello e due cottage adiacenti sono classificati di Grado I. Il cancello è in pietra grigia e merlato, risalente probabilmente al XVII secolo. Nei terreni del castello si trova Lady Anne's Beehouse, costruita da Lady Anne Clifford a metà del XVII secolo. È un edificio in pietra squadrata su due piani con un tetto a piramide e una porta al piano inferiore. Il piano superiore ha una finestra ad arco acuto su ciascuno dei tre lati e una porta sul quarto lato. È anche classificato al primo grado. Due tratti delle mura esterne in arenaria del castello, risalenti per la maggior parte al XVIII e XIX secolo, sono classificati di Grado II, così come la North Lodge merlata che risale al XIX secolo. I terreni attorno al castello sono classificati di Grado II*.

## Galleria d'immagini

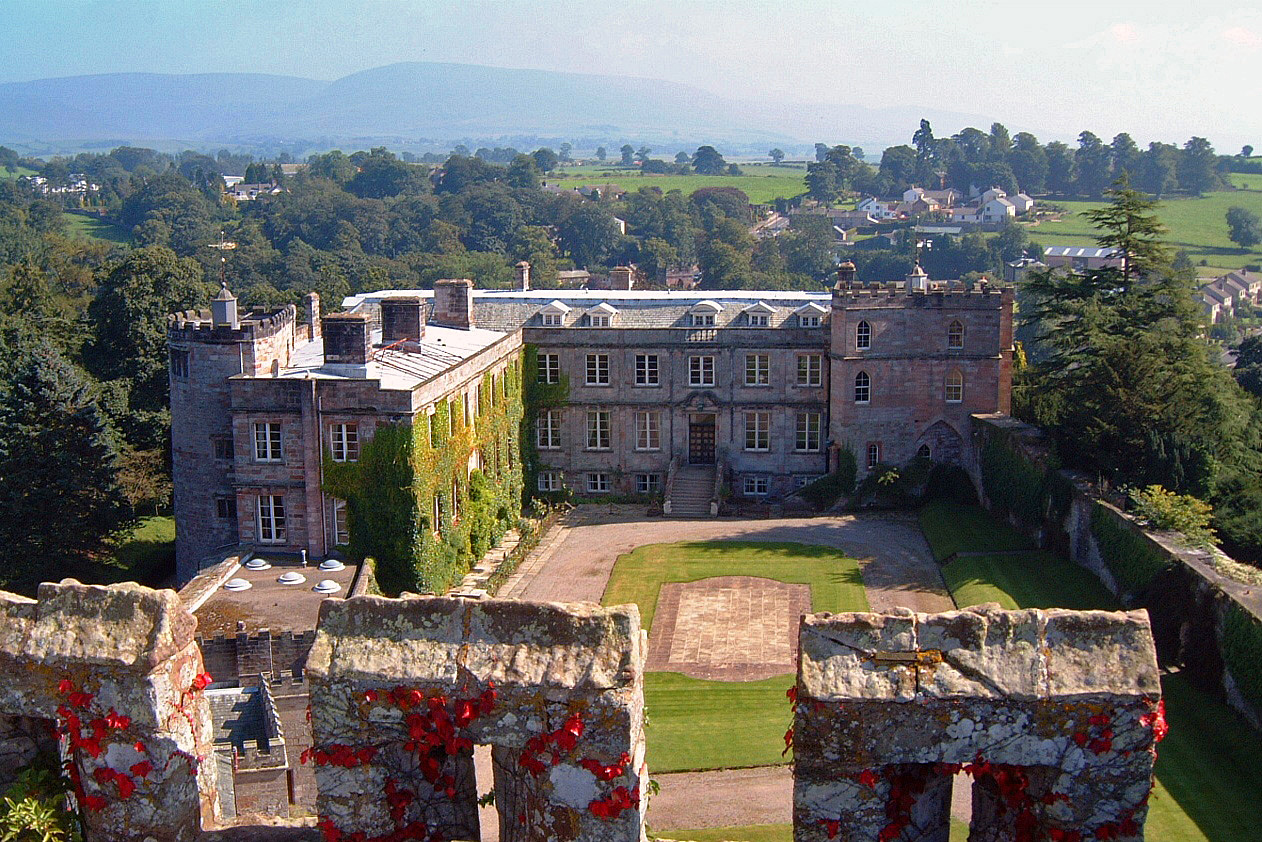
Mura orientali del castello di Appleby nel 2002.
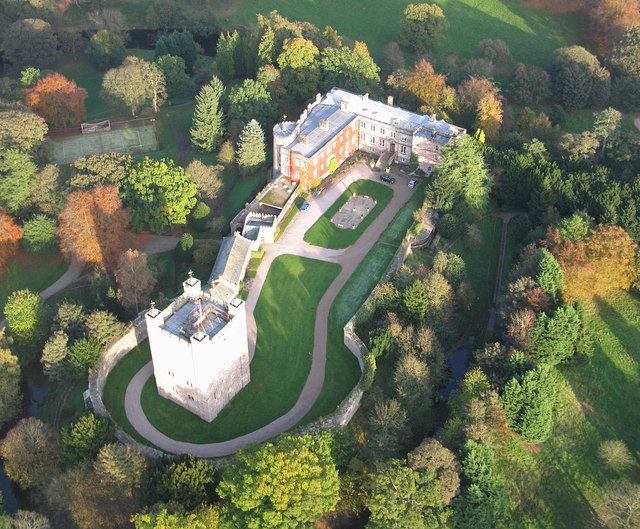
Il castello di Appleby dall'alto.
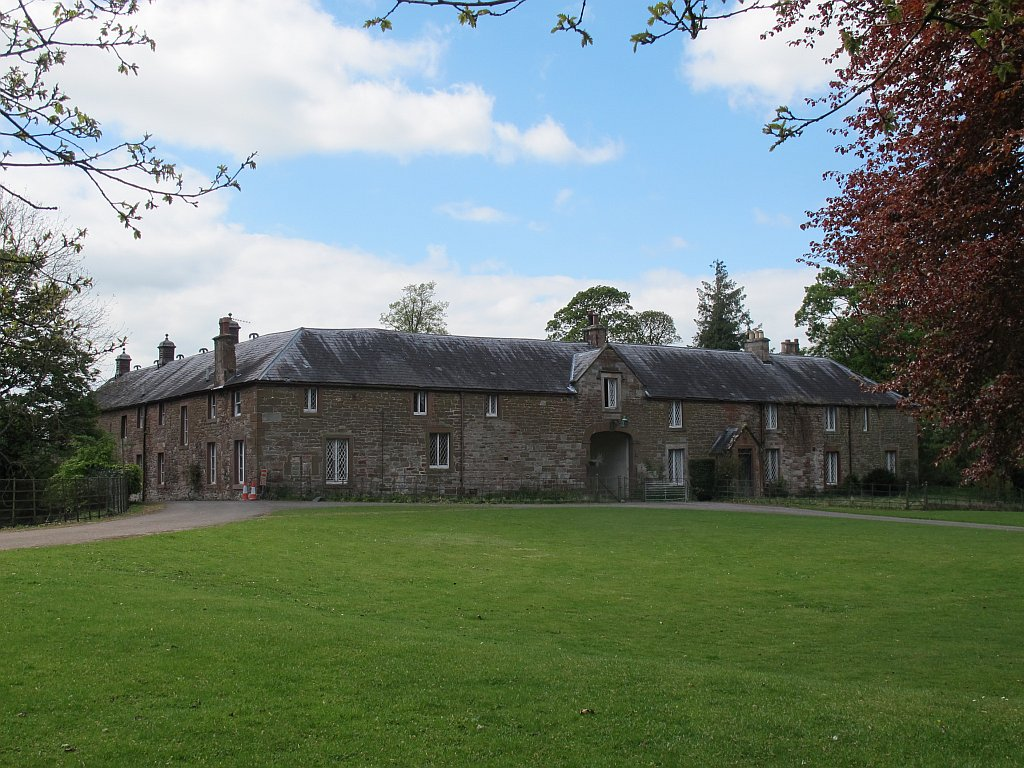
Vecchie stalle, ora convertite in alloggi speciali. Fu costruito nel 1652 da Lady Anne Clifford in pianta quadrangolare attorno a un cortile.
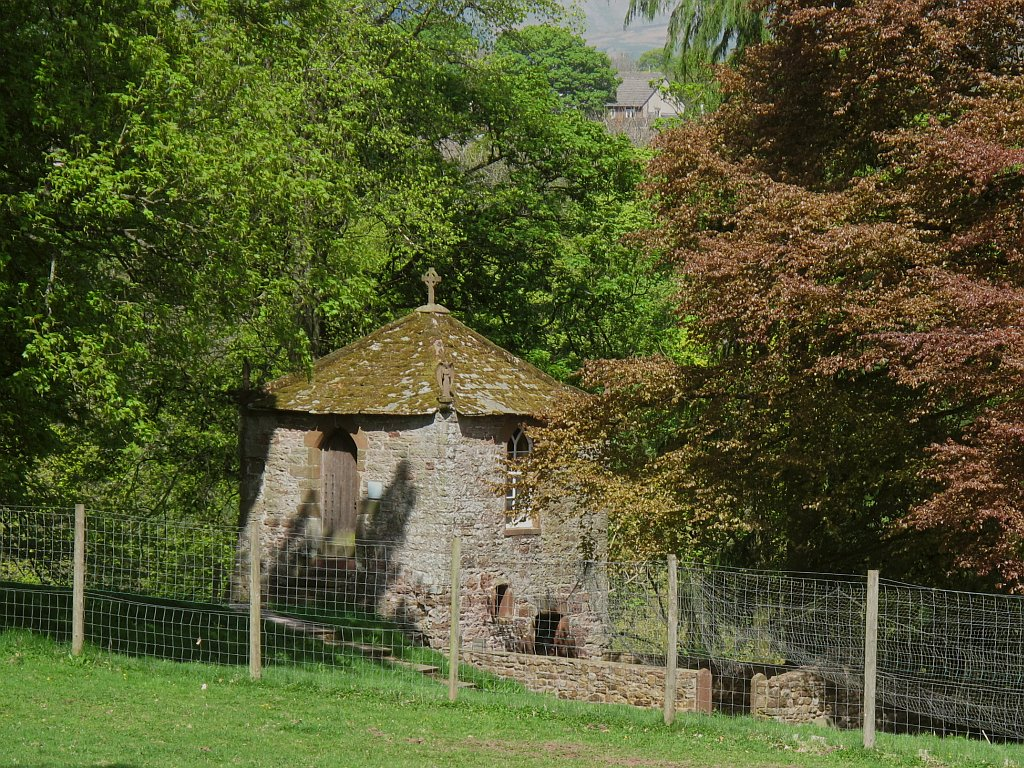
Lady Anne's Bee House nel parco del castello.
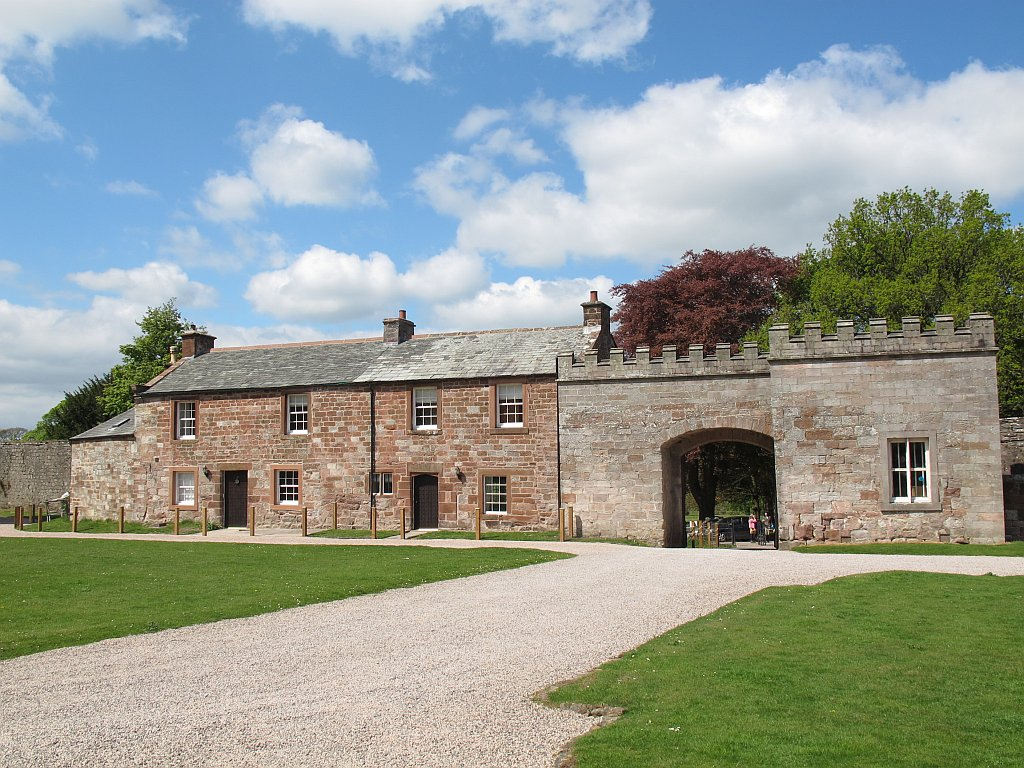
Ingresso interno del castello di Appleby visto dal cortile. L'edificio sulla sinistra è l'ex lavanderia, ora convertita in cottage per le vacanze.